# Mehriban Aliyeva
Mehriban Arif qizi Aliyeva Embaixador(a) da boa vontade da UNESCO (em azeri:  Mehriban Arif qızı Əliyeva; 26 de agosto de 1964) é vice-presidente e primeira-dama do Azerbaijão (esposa do atual presidente Ilham Aliyev), além de chefe da Fundação Heydar Aliyev. The Sunday Times, escrevendo em 2005 sobre a decisão de Aliyeva de candidatar-se ao Parlamento do Azerbaijão, descreveu-a como já exercendo "influência considerável" e a Fundação Heydar Aliyev como "uma poderosa e rica instituição criada para salvaguardar o legado do presidente e apoiar uma série de projetos educacionais e de caridade."
Em 21 de fevereiro de 2017 foi nomeada vice-presidente do Azerbaijão, um cargo que foi criado através de um referendo constitucional em 2016.  De acordo com o Los Angeles Times, Mehriban Aliyeva é amplamente considerada como estando na linha para suceder seu marido como presidente do Azerbaijão. 